# كيوبس
كيوبس (بالإنجليزية: CHEOPS)‏ أو القمر الاصطناعي لوصف الكواكب الخارجية (بالإنكليزية: CHaracterising ExOPlanets Satellite)، وهو مرصد فضائي أوروبي يعمل على تحديد حجم الكواكب المعروفة خارج المجموعة الشمسية، ما يسمح بتقدير كتلتها، وكثافتها، وتركيبها، وتشكلها. أُطلق هذا المرصد يوم 18 ديسمبر عام 2019، وهي أول مهمة من الفئة الصغيرة تابعة لبرنامج الرؤية الكونية العلمي الخاص بوكالة الفضاء الأوروبية (ESA).
يحتوي القمر الاصطناعي الصغير على مرصد بصري من نوع ريتشي كريتيان بفتحة عدسة قطرها 30 سنتيمترًا، مُثبت على منصة قياسية لقمر اصطناعي صغير. وُضع هذا المرصد في مدار متزامن مع الشمس على ارتفاع 700 كيلومتر.

## نظرة علمية
اكتُشفت آلاف الكواكب خارج المجموعة الشمسية بنهاية العقد 2010؛ وتمكن العلماء من قياس الكتلة الصغرى لبعضها باستخدام طريقة السرعة الشعاعية بينما تمكنوا من قياس الحجم الفيزيائي لمجموعة أخرى من هذه الكواكب، والتي تُرصد أثناء عبورها أمام النجوم التابعة لها. تتميز بعض الكواكب القليلة من الكواكب الخارجية المكتشفة حتى هذا التاريخ بوجود قياسات عالية الدقة لكتلتها ونصف قطرها، ما يحد من القدرة على دراسة التنوع بالكثافة الظاهرية الذي يمكن أن يقدم بعض الأدلة الخاصة بالمواد التي تتكون منها هذه الكواكب بالإضافة إلى تاريخ تشكلها. سيقيس كيوبس، في مهمته التي خُطط لها أن تستمر لمدة ثلاث سنوات ونصف، حجم الكواكب الخارجية المعروفة العابرة أمام نجومها اللامعة والقريبة، بالإضافة إلى البحث عن ظواهر عبور الكواكب الخارجية المكتشفة سابقًا باستخدام طريقة السرعة الشعاعية. يتوقع العلماء القائمين على هذا المشروع أن تكون هذه الكواكب الخارجية العابرة أمام نجومها، والموصوفة جيدًا، أهدافًا رئيسيةً للمراصد المستقبلية مثل مرصد جيمس ويب الفضائي (JWST) أو المراصد بالغة الكبر (ELT).

## تاريخ
اُختير كيوبس في أكتوبر عام 2012، بتنظيم قائم على شراكة بين وكالة الفضاء الأوروبية ومكتب الفضاء السويسري، من بين 26 مقترحًا لأول مهمة فضائية من الفئة إس «الصغيرة» ببرنامج الرؤية الفلكية الخاص بوكالة الفضاء الأوروبية. تعتبر وكالة الفضاء الأوروبية المخطِّط الرئيسي لهذا المشروع، والمسؤول عن المركبة الفضائية وتدبير فرصة إطلاقها. كان المشروع بقيادة «مركز الفضاء وقابلية السكن» بجامعة برن في سويسرا، مع إسهامات من الجامعات السويسرية والأوروبية الأخرى. وكان ويلي بنز، في جامعة برن، الباحث الرئيسي للأجهزة العلمية بالمشروع، وكانت كيت أيزك، من وكالة الفضاء الأوروبية، العالمة الرئيسية للمشروع. اُختيرت شركة إيرباص للدفاع والفضاء في إسبانيا، بعد انتهاء مرحلة المنافسة، باعتبارها الشركة المُصنعة للمركبة الفضائية. وصلت قيمة تكلفة هذه المهمة الخاصة بوكالة الفضاء الأوروبية إلى 50 مليون يورو. وكانت شركة ميديا لاريو إس.أر.إل. الإيطالية مسؤولةً عن اللمسات الأخيرة البصرية الخاصة بعنصر البصريات الرئيسي بالمركبة.

## الإطلاق
أُطلق كيوبس على متن الصاروخ سويوز-فريغات يوم 18 ديسمبر عام 2019 في الساعة 08:54:20 حسب التوقيت العالمي المُنسق من مركز غويانا للفضاء في بلدة كوروا بغويانا الفرنسية. انفصل كيوبس عن الصاروخ بعد مرور ساعتين و23 دقيقةً من لحظة انطلاق الصاروخ من على الأرض. كانت حمولة الصاروخ الرئيسية القمر الاصطناعي «كوزمو-سكاي ميد»، أول قمر اصطناعي لوكالة الفضاء الإيطالية (ASI)، وهو القمر رقم 1 من كوكبة الجيل الثاني (CSG 1). أطلق الصاروخ أيضًا ثلاثة أقمار اصطناعية من نوع كيوبسات (CubeSat)، بما يتضمن أقمار أوبس-سات (OPS-SAT) الخاصة بوكالة الفضاء الأوروبية.